# Schaarstok
De schaarstok is een zware dekbalk, die langsscheeps werd ingelaten in de dekplanken van een zeilschip. Deze lag aan de bovenkant van het dek gelijk met de dunnere dekplanken en werd gebruikt om er oogbouten, stopperbouten, enz,in aan te brengen. De schaarstok diende tevens om het schranken van de dekbalken tegen te gaan en werden ook aangebracht langs de zijkanten van luiken, mastvissings en andere openingen in een dek.